# 聖司提反教堂 (哥本哈根)

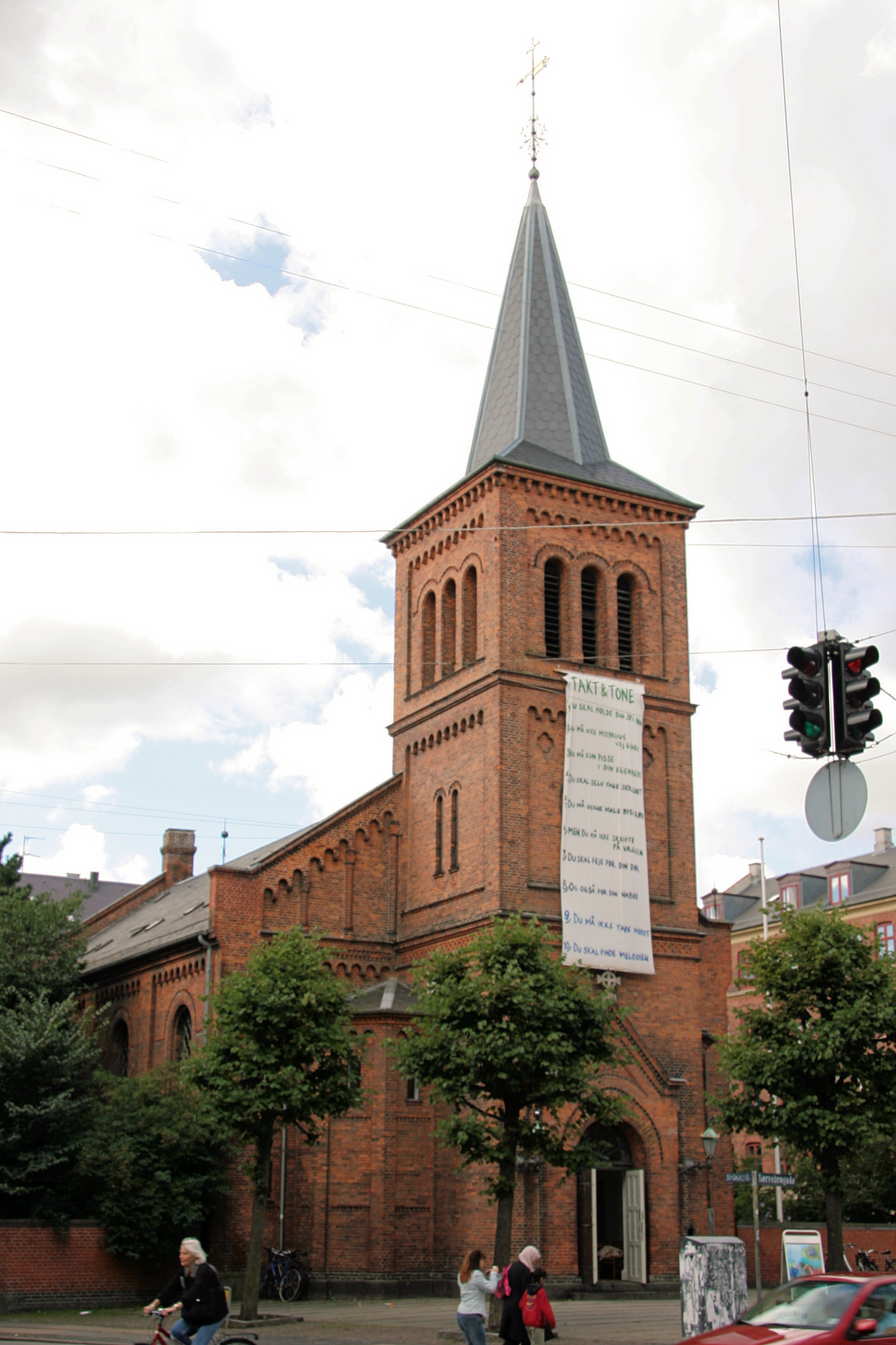

聖司提反教堂（Sankt Stefans Kirke）是丹麥首都哥本哈根的一座丹麥國教會的教區教堂。這座教堂修建於1874年，是當地街區第二古老的教堂。

## 外部連結
- Official website （页面存档备份，存于）